# 7980 Senkevich
7980 Senkevich eller 1978 TD2 är en asteroid i huvudbältet som upptäcktes den 3 oktober 1978 av den rysk-sovjetiske astronomen Nikolaj Tjernych vid Krims astrofysiska observatorium på Krim. Den har fått sitt namn efter Yurij A. Senkevich.
Asteroiden har en diameter på ungefär 4 kilometer.